# Klute
Pour les articles homonymes, voir Klute.
 (février 2022).
Si vous disposez d'ouvrages ou d'articles de référence ou si vous connaissez des sites web de qualité traitant du thème abordé ici, merci de compléter l'article en donnant les références utiles à sa vérifiabilité et en les liant à la section « Notes et références ».
Pour plus de détails, voir Fiche technique et Distribution.
Klute est un film américain réalisé par Alan J. Pakula et sorti en 1971.

## Synopsis
Ancien flic originaire de Tuscarora, John Klute débute comme détective privé. Il est chargé par Peter Cable, un homme d'affaires fortuné, de retrouver un ami commun, Tom Gruneman. Ce dernier a disparu subitement, sans explications. La seule piste dont ils disposent est celle d'une call-girl new-yorkaise, Bree Daniels, qui aurait reçu de sa part des lettres obscènes.
Celle-ci est une jeune femme complexe, souffrant de nombreuses angoisses et insécurités : elle aspire à sortir de la prostitution pour devenir actrice, sans succès.Ses séances de psychothérapie montrent sa grande intelligence et ses fragilités. Dans un premier temps, elle refuse de répondre aux questions de Klute, puis tente de le manipuler grâce au sexe, avant de l'aider à enquêter dans les bas-fonds de la ville où elle découvre ce qui pourrait lui advenir. Elle finit par éprouver de vrais sentiments pour ce protecteur taciturne, qui l'accepte telle qu'elle est et ne lui demande rien en retour.
Après plusieurs semaines d'investigations, où les témoins-clés semblent disparaître les uns après les autres, l'enquêteur comprend que son commanditaire lui ment depuis le début : il est le pervers menaçant Bree, l'assassin de plusieurs prostituées de son cercle, ainsi que celui de Gruneman. En effet, ce dernier l'avait surpris maltraitant une prostituée et risquait de s'en servir un jour en plus d'exprimer tout son mépris. Interrompu par Klute juste avant d'avoir pu assassiner Bree, Cable choisit le suicide.
Finalement, les deux amants quittent New York, ensemble, peut-être de façon définitive.

## Fiche technique
- Titre : Klute
- Réalisation : Alan J. Pakula
- Scénario : Andy Lewis et David E. Lewis
- Production : Alan J. Pakula
- Direction artistique : George Jenkins
- Décors : John Mortensen
- Photographie : Gordon Willis
  - Opérateurs caméra : Michael Chapman et Sherman Kunkel (non crédité)
- Son : Chris Newman
- Montage : Carl Lerner
- Costumes : Ann Roth
- Musique : Michael Small
  - Chefs d'orchestre : Michael Small et Mike Melvoin (non crédité)
  - Chanteuse : Sally Stevens
- Sociétés de production : Warner Bros. et Gus Productions
- Société de distribution : Warner Bros.
- Pays de production :  États-Unis
- Langue originale : anglais
- Format : Couleurs (Technicolor) - 35 mm - 2,39:1 (Panavision) - Son mono
- Genre : Néo-noir[1], thriller
- Durée : 114 minutes
- Tournage : du 20 juillet au 11 septembre 1970 à New York et aux studios Filmways (New York)
- Dates de sortie : 
  - États-Unis : 23 juin 1971 (New York), 25 juin 1971 (sortie nationale)
  - Canada : 25 juin 1971
  - France : 12 janvier 1972
  - Belgique : 6 avril 1972
- Affiche : Bill Gold (États-Unis)

## Distribution
- Jane Fonda (VF : Perrette Pradier) : Bree Daniels (Britt en VF)
- Donald Sutherland (VF : Jean Amadou) : John Klute
- Charles Cioffi (VF : Philippe Dumat) : Peter Cable
- Roy Scheider (VF : Serge Lhorca) : Frank Ligourin
- Dorothy Tristan (VF : Dominique MacAvoy) : Arlyn Page
- Rita Gam (VF : Nita Klein) : Trina Gruneman
- Nathan George (VF : Jacques Richard) : Trask
- Vivian Nathan (VF : Ginette Frank) : la psychiatre
- Morris Strassberg (VF : Harry-Max) : M. Goldfarb
- Barry Snider : Berger
- Betty Murray (VF : Nadine Alari) : Holly Gruneman
- Jane White : Janie Dale
- Shirley Stoler (VF : Paule Emanuele) : Momma Reese
- Robert Milli : Thomas "Tom" Gruneman, le mari disparu de Trina
- Anthony Holland (VF : Maurice Sarfati) : l'agent artistique
- Fred Burrell (VF : Michel Gudin) : le client à l'hôtel
- Richard B. Shull : Sugarman
- Mary Louise Wilson (VF : Lily Baron) : la productrice à l'agence de publicité
- Marc Malvin (VF : Michel Paulin) : l'assistant de production à l'agence de publicité
- Rosalind Cash : Pat
- Jean Stapleton (VF : Sylvie Deniau) : la secrétaire de Goldfarb
- Jan Fielding (VF : Béatrice Delfe) : la secrétaire de la psychiatre
- Antonia Rey : Mme Vasek
- Robert Ronan (VF : Daniel Brémont) : l'assistant pendant les essais des comédiens

Non crédités
- Jerome Collamore (VF : Georges Aubert) : l'employé aux objets trouvés
- Candy Darling : une cliente à la discothèque
- Kevin Dobson : un homme au bar
- Veronica Hamel : un mannequin
- Richard Jordan : l'homme embrassant Bree à la boîte de nuit
- Harry Reems : un client à la discothèque
- Sylvester Stallone : un danseur à la boîte de nuit
- Lee Wallace (VF : Daniel Crouet) : Nate, le fils de Goldfarb

## Distinctions

### Récompenses
- Kansas City Film Critics Circle Awards 1971 : Meilleure actrice pour Jane Fonda
- National Society of Film Critics Awards 1971 : Meilleure actrice pour Jane Fonda
- New York Film Critics Circle Awards 1971 : Meilleure actrice pour Jane Fonda

- Golden Globes 1972 : Meilleure actrice dans un drame pour Jane Fonda
- Oscars 1972 : Meilleure actrice pour Jane Fonda

### Nominations
- NAACP Image Awards 1971 : Meilleure actrice pour Jane Fonda

- British Academy Film Awards 1972 : Meilleure actrice pour Jane Fonda
- Prix Edgar-Allan-Poe 1972 : Meilleur film
- Golden Globes 1972 : Meilleur scénario pour Andy Lewis et David P. Lewis
- Oscars 1972 : Meilleur scénario pour Andy Lewis et David P. Lewis
- Writers Guild of America Awards 1972 : Meilleur scénario pour Andy Lewis et David P. Lewis
- Fotogramas de Plata 1973 : Meilleure actrice étrangère pour Jane Fonda
- Gotham Awards 1999 : Hommage à un film classique